# Aurskog Station
Aurskog Station (Aurskog stasjon) var en jernbanestation på Urskog–Hølandsbanen, der lå ved byområdet Aurskog i Aurskog-Høland kommune i Norge.
Stationen åbnede sammen med den første del af banen fra Bingsfos til Bjørkelangen 16. november 1896. Oprindeligt hed den Urskog, men den skiftede navn til Aurskog i marts 1947. Banen blev nedlagt 1. juli 1960.
Den første stationsbygning blev opført til åbningen i 1896 efter tegninger af Günther Schüssler men blev senere revet ned. Den anden stationsbygning blev opført i 1909 men er nu også revet ned.